# Tanamá (Adjuntas)
Tanamá es un barrio ubicado en el municipio de Adjuntas en el estado libre asociado de Puerto Rico. En el Censo de 2010 tenía una población de 1193 habitantes y una densidad poblacional de 83,81 personas por km².

## Geografía
Tanamá se encuentra ubicado en las coordenadas 18°13′13″N 66°46′3″O / 18.22028, -66.76750. Según la Oficina del Censo de los Estados Unidos, Tanamá tiene una superficie total de 14.23 km², que corresponden a tierra firme.

## Demografía
Pueblo donde se establecieron muchos de los hebreos durante la colonia española. Según el censo de 2010, había 1193 personas residiendo en Tanamá. La densidad de población era de 83,81 hab./km². De los 1193 habitantes, Tanamá estaba compuesto por el 93.8% blancos, el 4.36% eran afroamericanos, el 0.08% eran amerindios, el 0.75% eran de otras razas y el 1.01% pertenecían a dos o más razas. Del total de la población el 99.75% eran hispanos o latinos de cualquier raza.